# Baha al-Din Sam I
Baha al-Din Sam I fou un sultà gúrida de la família shansabànida de Ghur, branca de Bamian, fill de Shams al-Din Muhammad al que va succeir el 1192.
El 1198 Baha al-Din Sam I va ocupar Balkh al senyor local turc vassall dels kara-khitay. Poc després va esclatar la guerra entre els xas de Coràsmia amb suport kara-khitay i els gúrides i Baha al-Din va donar suport al sultà gúrida Ghiyath al-Din Muhammad. El xa de Coràsmia Tekish va atacar Herat mentre els kara-khitay envaïen Guzgan, però els dos foren derrotats pels gúrides.
Va ajudar també al nou sultà gúrida Muizz al-Din Muhammad en la campanya de Khurasan el 1204 que fou inicialment victoriosa però va acabar en derrota (1204) i amb la retirada del territori (1205). A la mort de Muizz al-Din (1206) l'exèrcit natiu li donava suport com a sultà suprem, però llavors va morir abans de poder fer cap moviment. La candidatura dels seus dos fills Djalal al-Din Ali que el va succeir, i el seu germà Ala al-Din Muhammad, no va tenir èxit i es va imposar com a sultà suprem gúrida Ghiyath al-Din Mahmud, fill de Ghiyath al-Din Muhammad (1206).